# Åmnøya
Åmnøya is een eiland in de gemeente Meløy, Nordland in Noorwegen. Het eiland ligt ten westen van de gemeente Meløy op het vasteland, ten oosten van het eiland Bolga, en zuidelijk van Meløya. Åmnøya is via bruggen en enkele kleine eilanden verbonden met het dorp Engavågen op het vasteland.
Het eiland is 10 kilometer lang en heeft een oppervlakte van 23,4 km². Het is een heuvelachtig landschap en het hoogste punt van het eiland is de 648 meter hoge heuvel Risnestinden.